# Edwardsiana iranicola
Edwardsiana iranicola är en insektsart som beskrevs av Aleksey A. Zachvatkin 1947. Edwardsiana iranicola ingår i släktet Edwardsiana och familjen dvärgstritar. Inga underarter finns listade i Catalogue of Life.